# Saint-Sulpice-la-Forêt
Saint-Sulpice-la-Forêt é uma comuna francesa na região administrativa da Bretanha, no departamento Ille-et-Vilaine. Estende-se por uma área de 6,73 km². Em 2010 a comuna tinha 1 418 habitantes (densidade: 210,7 hab./km²).